# يوجين لانجين

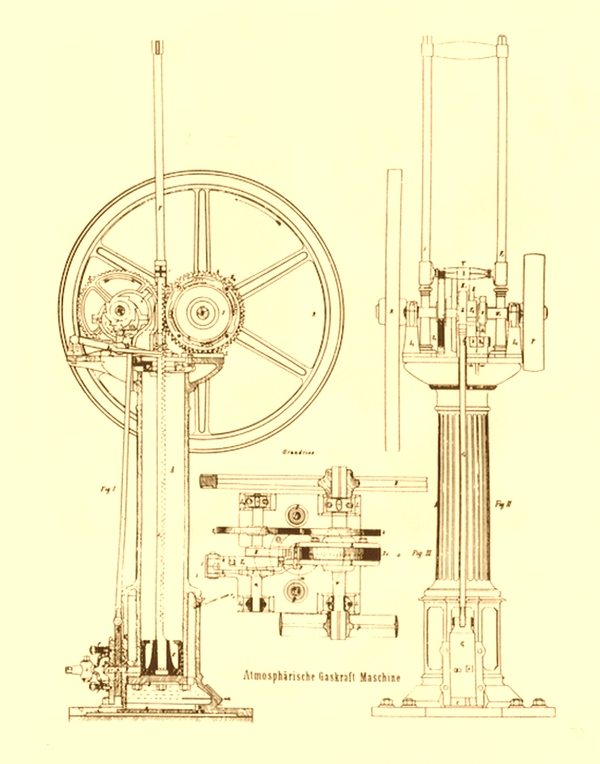
محرك الغاز أوتو لانجين 1867.

كارل يوجين لانجين (9 أكتوبر 1833 في كولونيا - 2 أكتوبر 1895 في إلسدورف ) كان رجل أعمال ومهندسًا ومخترعًا ألمانيًا، شارك في تطوير محرك البنزين وخط السكك الحديدية المعلقة في فوبرتال سكة حديد فوبرتال المعلق. في عام 1857 عمل في مصنع السكر الخاص بوالده، JJ Langen & Söhne، وبعد تدريب تقني مكثف في معهد البوليتكنيك polytechnic في كارلسروه، حصل على براءة اختراع لطريقة إنتاج مكعبات السكر. باع هذه الطريقة في عام 1872 الى السير هنري تيت من إنجلترا، مؤسس Tate Gallery في لندن.

## أوتو ولانجين
في عام 1864، التقى لانجين مع نيكولاس أوغست أوتو الذي كان يعمل على تحسين محرك الغاز الذي اخترعه البلجيكي إيتيان لينوار. أدرك لانجين الذي تلقى تدريبًا تقنيًا إمكانات تطوير أوتو، وفي غضون شهر من الاجتماع، أسس أول مصنع للمحركات في العالم، NA Otto & Cie. في معرض باريس العالمي لعام 1867، حصل محركهم المحسن على الجائزة الكبرى. 

## دويتز
بعد إفلاس المصنع الأول، أسس لانجين شركة جديدة لبناء محركات الغاز، Gasmotoren-Fabrik Deutz، والتي أصبحت فيما بعد مجموعة Kloeckner-Humboldt-Deutz (KHD).  أصبحت هذا هي شركة Deutz AG الحالية. اخترع لانجين وطبق طرق إنتاج جديدة في مصنع KHD.

## معدات السكك الحديدية
في مجال معدات النقل بالسكك الحديدية، كان لانجين مالكًا مشاركًا ومهندسًا في شركة Cologne Waggonfabrik van der Zypen & Charlier. بدأ نظام السكك الحديدية المعلق في فوبرتال عام 1894.

## أنظر أيضا
- المخترعون والمكتشفون الألمان